# Miquel Subirats i Torras
Miquel Subirats i Torras (Vic, 11 de gener del 1953) és músic, instrumentista de flabiol i compositor.

## Biografia
De jove va ser dansaire de colla al Grup Sardanista Riallera i Montseny. Posteriorment estudià a l'Escola de Música de Vic, i amplià la seva formació amb mestres com Fèlix Martínez i Comín, Pere Bañon i Castells i Manuel Oltra. Com a instrumentista, Miquel Subirats ha tocat la tenora, el flabiol i el saxòfon en diversos conjunts osonencs, com la Cobla Manlleuenca, Banda Gran Ter de Manlleu, la Lluïsos, la Genisenca, la Cobla Bofills (flabiolaire del 1980 al 1984, i tenora del 1985 al 1993) i la Cobla Osona fundada a finals del 2007(flabiolaire, 2009).
Ha compost diverses peces per a cobla com galops, cercaviles i altres balls i especialment, sardanes. És empresari tintorer.

## Obres
- L'Àliga en diverses variants: toc de processó, marxa, ball curt i ball llarg
- Ball de Gegants de Vic (1997), a ritme de vals i vals-jota
- Ball de l'Àliga de Vic (2002), enregistrat per la cobla Sant Jordi en el DC Sardanes i danses de la ciutat de Vic (Barcelona: Àudiovisuals de Sarrià, 2003 ref. AVS 5.1829)
- Brots i Arrels (1990), galop dedicat a la colla de bastoners del mateix nom
- El nostre dia (1985), pasdoble-marxa de cercavila
- Riallera i Montseny (1997), galop dedicat a dues colles sardanistes vigatanes

### Sardanes
- Amb la tenora al cor (1984)
- El cant d'un somni (1984)
- 111è aniversari (1991), dedicada a la cobla Bofills, fundada el 1880
- Dansaires inquiets (1985), dedicada a quatre colles sardanistes de Vic (Atlàntida, Ausetana, Montseny i Riallera)
- Des de Vic amb amor (1984), 3r premi del concurs musical del 25è aniversari de la Unió de Colles Sardanistes
- Feliç aniversari, companys (2000), dedicada a la cobla Genisenca pel seu 50è aniversari, enregistrada per aquesta cobla en el DC Disc d'or: 1950-2000 Barcelona: Àudiovisuals de Sarrià, 1999 ref. AVS 51691)
- Manlleu, Ciutat Pubilla (1999), enregistrada per la cobla Sant Jordi en el DC Manlleu Ciutat Pubilla (Barcelona: Àudiovisuals de Sarrià, 1999 ref. AVS 51671)
- Mercat del Ram (2008), amb lletra de Font Sellabona
- Mirant des del cim (1986), dedicada a l'expedició catalana que conquerí l'Everest el 1985
- Notes rialleres (1998), dedicada a la colla Riallera en el seu 50è aniversari
- Per tu Lídia (1989), dedicada a la seva esposa i enregistrada per la cobla Sant Jordi en el DC 9è. Sardanes al Vent (Sabadell: Picap, 1996 ref. 30200702)
- Petita i juganera (1983)
- Sardanejant a Rubí (2001), dedicada al Foment de la Sardana de Rubí en el 75è aniversari i enregistrada per la cobla Ciutat de Girona en el DC Sardanes dedicades a Rubí 4 (Barcelona: Àudiovisuals de Sarrià, 2001 ref. AVS 51763)
- Sempre Repica, dedicada a la colla sardanista manlleuenca "Repicatalons"
- Vic Sardanista (1996), dedicada a l'Agrupació Sardanista de Vic i enregistrada per la cobla Sant Jordi en el DC 9è. Sardanes al Vent
- Xàfec i boira (1989)